# 福井勝義
福井 勝義（ふくい かつよし、1943年11月18日- 2008年4月26日）は、日本の文化人類学者。京都大学名誉教授。

## 経歴
1943年、島根県生まれ。京都大学大学院農学研究科農林生物学修士課程を修了し、博士課程に進み単位取得後退学。
その後、東京外国語大学アジア・アフリカ言語文化研究所研究員に就いた。1973年、学位論文『エチオピアの栽培植物の呼称の分類とその史的考察』を京都大学に提出して農学博士号を取得。
国立民族学博物館助教授を経て、京都大学大学院人間・環境学研究科教授。2007年に京都大学を定年退任し、名誉教授となった。
2008年4月26日、急性心不全のため京都市左京区の病院で死去。64歳没。

## 研究内容・業績
アフリカをフィールドとし、焼畑、半農半牧、牧畜社会の綿密なフィールド調査を行い、人間と自然との関係を考察した。焼畑については日本の事例についても着目し、高度経済成長期に日本においてはほぼ消滅しかけていたこの農耕方式を改めて取り上げた。また、日本ナイル・エチオピア学会の設立にも関わり、同地域の研究の振興にも寄与した。

## 著書
著作
- 『焼畑のむら』朝日新聞社 1974
  - 『焼畑のむら　昭和45年、四国山村の記録』柊風舎 2018
- 『認識と文化 色と模様の民族誌』東京大学出版会(認知科学選書) 1991

共編著
- 『牧畜文化の原像 生態・社会・歴史』谷泰共編著 日本放送出版協会 1987
- 『民族とは何か』川田順造共編 岩波書店 1988
- 『文化の地平線 人類学からの挑戦』井上忠司・祖田修共編 世界思想社 1994
- 『自然と人間の共生 遺伝と文化の共進化』(講座地球に生きる 4) 雄山閣出版 1995
- 『水の原風景 自然と心をつなぐもの』 TOTO出版 1996
- 『アフリカの民族と社会』(世界の歴史 24) 赤阪賢・大塚和夫共著 中央公論新社 1999
  - 中公文庫 2010
- 『戦いの進化と国家の生成』(人類にとって戦いとは) 春成秀爾共編 東洋書林 1999
- 『近所づきあいの風景 つながりを再考する』(講座人間と環境 8) 昭和堂 2000
- 『イデオロギーの文化装置』(人類にとって戦いとは) 新谷尚紀共編 東洋書林 2002
- 『社会化される生態資源 エチオピア絶え間なき再生』京都大学学術出版会 2005
- 『サハラ以南アフリカ』(講座世界の先住民族) 竹沢尚一郎・宮脇幸生共編 明石書店 2008

翻訳
- レニ・リーフェンシュタール『ヌバ 遠い星の人びと』新潮文庫 1986

記念論集・参考文献
- 『フロンティアを求めて 人類学者福井勝義の挑戦』ブックポケット 2010